# 性別平等教育法
《性別平等教育法》是2004年6月23日制定公布的中華民國法律。此法總則中說明，此法的立法目的：「促進性別地位之實質平等，消除性別歧視，維護人格尊嚴，厚植並建立性別平等之教育資源與環境」。現時性別平等教育法除了保障男女兩性的性別平等保護外，涵蓋了不同性別、性傾向、性別認同、性別氣質的平等權利保護，並規定國中及國小必須實施性別平等教育相關課程、高級中等學校及專科學校須採融入式教育、大專校院應廣開性別研究相關課程。

## 歷史
此法從1988年開始醞釀，2000年開始研擬，2004年立法。

### 醞釀
此法起源於更早以前民間對兩性平等教育的追求。1988年，婦女新知基金會檢視中小學語文與人文社會學科教科書，認為其中充滿性別刻版印象，並且出版《兩性平等教育手冊》。此即性別平等教育之先聲。
1996年，隨著當時的教改政策，婦女新知基金會向行政院教育改革審議委員會提出五項要求：
1. 改進教科書
2. 培育師資
3. 設立「兩性平等教育委員會」
4. 增加婦女參與決策
5. 設立婦女研究學程

其中前四項即為後來的《性別平等教育法》具體內容。
1996年底，立法院因為彭婉如命案影響而快速三讀通過的《性侵害犯罪防治法》之中規定，中小學必須有「兩性平等教育」。此即性別平等教育之法源。教育部也因此於1997年3月成立「教育部兩性平等教育委員會」，是為教育部性別平等教育委員會之前身。
1999年，教育部通過行政命令《大專院校及國立中小學校園性騷擾及性侵犯處理原則》，各級學校陸續根據此命令訂立防治實施要點與防治小組。

### 研擬與立法
2000年教育部兩性平等教育委員會委託陳惠馨、沈美真、蘇芊玲、謝小芩四位學者負責研擬「兩性平等教育法草案」，2001年完成。這份草案即包括學習環境與資源；課程、教材與教學法；師資之培育與聘任（包括職前與在職教育）；性侵害與性騷擾之防治等項目。其中學習環境項目還包含對懷孕之教職員工之工作保障，在真正通過的性別平等教育法沒有包括此部分，而是由兩性工作平等法保護。這期間由於國中生葉永鋕事件，委員會更為注重加入性傾向、性別特質、性別認同的部分，並且在2002年將「兩性平等教育法」改為「性別平等教育法」。
性別平等教育法草案於2003年5月完成，2004年3月31日行政院會議通過，進入立法階段。期間「性別平等教育法民間推動聯盟」成立，成員包括：台灣性別平等教育協會、婦女新知基金會、台北市女性權益促進會、台灣婦女團體全國聯合會、台灣女性學學會、台灣同志諮詢熱線協會。6月4日《性別平等教育法》三讀通過，6月23日由總統陳水扁公布。

### 執行
早在此法公布之前，就已有各種性別平等教育種子人員培訓以及教案研討，教育部並且核發進修時數。此法公布之後，培訓與研討根據此法繼續實行。
台灣同志諮詢熱線協會自2000年開始不定期舉辦「認識同志教師研習營」進行同志教育。決定性別平等教育課程內容的具體「能力指標」直到2006年3月仍在研擬中。
各級學校也陸續根據此法成立性別平等教育委員會。在實際施行方面，有許多學校將之前的性教育、貞潔性教育課程結合為性別平等教育，但是因為不了解性別平等教育的意涵，執行的概念方向仍有待調整與商榷，例如：新北市某國中健康教育課播放墮胎紀錄片《殘蝕的理性》，造成許多學生身／心理上的不適反應。這部紀錄片早在2004年就在台灣引起強烈的關注與討論其不但不符合性別平等教育的原則，還以恐嚇的方式來教導性教育，是非常不適合的媒材。
另外，所謂分手暴力在醞釀期間雖無太多注意，但在醞釀、研擬與立法期間一直有分手暴力的重大社會事件發生。此法公布之後也有人希望藉著此法加強情感教育 （页面存档备份，存于）。
2006年3月30日，教育部規定學校如果辦理全校性的校園競賽或選拔活動，都必須向該校性別平等教育委員會提報活動計畫，如果不符合此法不可有性別差別待遇的規定，將被導正。
性別平等教育除了一般性教育外，教導學生認知個人的成長發展，個人須透過與不同性別者的互動，進行性別角色的學習與突破，從而接納自我性別特質與性別認同，以培養自尊自信的生活態度。

### 性別平等教育白皮書
中華民國教育部2010年3月8日台訓（三）字第0990037043號函發布「教育部性別平等教育白皮書」，是由教育部委託世新大學性別平等教育中心羅燦煐教授及其研究專業團隊，以擬定推動國內性別平等教育之短、中、長程計畫，協助各級政府與學校及其他教育相關機構，進行性別平等教育。國民中小學九年一貫課程綱要依據性別平等教育法第17條規定：「學校之課程設置及活動設計，應鼓勵學生發揮潛能，不得因性別而有差別待遇。國民中小學除應將性別平等教育融入課程外，每學期應實施性別平等教育相關課程或活動至少四小時。高級中等學校及專科學校五年制前三年應將性別平等教育融入課程。大專校院應廣開性別研究相關課程。學校應發展符合性別平等之課程規劃與評量方式。」

### 課程目標
依據國民中小學九年一貫課程綱，將性別平等教育課程六項課程目標：
1. 瞭解性別角色發展的多樣化與差異性。
2. 瞭解自己的成長與發展，並突破性別的限制。
3. 表現積極自我觀念，追求個人的興趣，並發展長處。
4. 消除性別歧視與偏見，尊重社會多元化現象。
5. 主動尋求社會資源及支援系統，建構性別平等之社會。
6. 建構不同性別和諧、尊重、平等的互動模式。

## 外部連結
- 教育部性別平等教育網 （页面存档备份，存于）
- 國教署性別平等教育資訊網
- 高雄市性別平等教育委員會 （页面存档备份，存于）
- 性別平等教育季刊 （页面存档备份，存于）
- 國民教育社群網 - 97年國民中小學九年一貫課程綱要